# Khair ed-Din Barba-rossa
|  | «Barbarossa» redirigeix aquí. Vegeu-ne altres significats a «Frederic I del Sacre Imperi Romanogermànic». |

Khair ed-Din Barba-rossa (Mitilene, 1466 o 1478, segons les fonts – Istanbul, 4 de juliol del 1546) era un almirall otomà que va liderar el corsarisme turc a la Mediterrània occidental durant les primeres dècades del segle xvi. Era el germà petit d'Oruç Barba-rossa, de qui va heretar el sobrenom. Les seves nombroses campanyes el van portar a convertir-se en una figura i líder polític important, convertint-se en bei d'Alger i de Tlemcen.
Nascut a l'illa de Lesbos, Khair va començar la seva carrera naval com a corsari amb l'ajuda del seu germà gran Oruç Reis. L'any 1516, els dos germans van capturar la ciutat d'Alger, aleshores controlada Espanya, i Oruç es va declarar sultà. Després de la mort d'Oruç el 1518, Khair va heretar el sobrenom del seu germà, "Barbarossa" (literalment, de l'italià: Barba roja). També va rebre el nom honorari Hayreddin (de l'àrab Khayr ad-Din, "de bona fe" o "millor de la fe"). El 1529, Barba-roja va capturar definitivament el Penyal d'Alger dels espanyols.
El 1533, Barba-rossa va ser nomenat Kapudan paixà (gran almirall) de l'Armada Otomana per ordre de Solimà el Magnífic. Va dirigir una ambaixada a França aquell mateix any, va conquerir Tunis el 1534, va aconseguir una victòria decisiva sobre la Lliga Santa durant la batalla de Préveza l'any 1538 i va dur a terme campanyes conjuntes amb l'armada francesa en la dècada del 1540. Barba-rossa es va retirar a Constantinoble el 1545, on hi va morir l'any següent.

## El nom
Barba-rossa Khair ed-Din Paixà (en turc Barbaros Hayreddin Paşa) o Khayr-ad-Din Barba-rossa es deia Yakupoğlu Hızır, però Solimà el Magnífic va concedir-li el nom honorífic de Hayreddin (en turc) o Khayr-ad-Din (àrab: خير الدين, Ḫayr-ad-Din, literalment ‘Bondat de la Religió’ o "Ell millor de la fe").
A Europa, se'l va conèixer com amb molts noms, el més usat va ser Barba-rossa (Barba roja), nom que va heretar del seu germà gran, Oruç Reis, conegut com a Baba Aruj, després que aquest morís en una batalla a Algèria contra els Espanya. Baba Aruj sonava com "barba-roja" als europeus, i a més Oruç tenia la barba roja. El sobrenom es va afegir al nom turc i àrab de Khair ed-Din, sota la forma de Barbaros o Barbarūs. En altres llengues, com en cas de l'italià se'l coneixia com Ariadeno o Aricodemo Barbarossa, nom derivat del seu nom en àrab.

## Biografia
Khair va néixer entre els anys 1466 i 1483 a Palalaikos, Midlini, a l'Imperi Otomà (actualment la localitat de Gera, a Lesbos). El seu pare, de nom Yakup Ağa, era un espahí d'origen discutit (turc o albanès) i era originari de Giannitsa, ciutat de l'actual Grècia. La seva mare, Catalina, era grega i vídua d'un sacerdot grec ortodox. La parella es va casar i va tenir dues filles i quatre fills: Ishak, Oruç, Khizr i Ilyas. El pare va participar en la conquesta otomana de Lesbos del 1462, en la que els otomans van prendre el control de l'illa de la República de Gènova. Acabada la conquesta, Yakup es va convertir en un ceramista i va comprar un vaixell per comerciar amb els seus productes.
De jove, es va dedicar al transport de mercaderies amb una nau pròpia; Selim I va prohibir la navegació privada per la mar Egea per impedir la fugida del seu germà Korkud, i llavors es va dedicar a transportar blat a l'Àfrica del nord, on va comprar 95 negres i els va vendre a Rumèlia; d'allí, amb dos naus, es va reunir amb el seu germà Arudj a Gerba.
Va col·laborar amb el seu germà fins a la seva mort el 1518 i, llavors, Khair es va quedar com a governant de la regència d'Alger, on va ser atacat per Hug de Montcada, el virrei de Sicília, però una tempesta va destruir la flota d'aquest i Khair va fer molts presoners. Com a resposta, es va dirigir al sud del Regne de València per atacar les ciutats de Dénia i Alacant. L'any següent, 1519, va derrotar el soldà de Tremissèn que s'havia aliat amb els espanyols i avançava cap a Miliana. A la primavera següent, va ocupar Tenes, que s'havia revoltat, i va vèncer una flota espanyola de 18 naus. Fou llavors quan els espanyols el van començar a anomenar Barba-roja o Barba-rossa, a causa del color de la seva barba roja, sobrenom que ja havia rebut el seu germà gran (Baba Arudj = Barba-rossa). Va dividir el territori algerià en dues províncies el govern de les quals va confiar a Ahmad ibn al-Kadi (orient) i Muhammad ibn Ali (occident).
Fou llavors quan va agafar el nom honorífic de Khair ed-Din (Ariadeno dels italians) i el títol de soldà. Va enviar una delegació al soldà Selim I amb una petició del poble d'Alger, en què li n'oferia la sobirania (25 d'octubre-3 de novembre del 1519), que fou acceptada pel soldà i li va enviar el decret de nomenament (khatt-i sherif) com a beglerbegi i una bandera, un sabre i un cavall, a més de 2.000 geníssers. L'esquadra turca fou detectada quan passava per Cerigo el 20 de setembre del 1520. En canvi, el 1520 va haver d'abandonar l'illa de Gerba. Poc després, Khair ed-Din i els turcs van conquerir Mostaganem i van ajudar Abd Allah a destronar Masud a Tremissèn; el nou soldà va pagar-li tribut de 10.000 peces d'or. Llavors, fou atacat per Muhammad, soldà de Tunis que, aliat amb Ibn al-Kadi i amb el cap de guarnició turca de Cherchell, Kara Hasan, el va assetjar a Alger i es va haver de refugiar a Djidjelli, quan la població local es va revoltar.
Va obtenir el suport del xeic Abd al-Aziz dels Banu Abbas de la Petita Kabília i va ocupar Collo (1521) i, l'any següent, Bona i Constantina (1522); al mateix temps, va reprendre atacs corsaris a la Mediterrània; el 1522, amb 7 vaixells en va capturar 9; el 1523, va capturar uns vaixells al golf de Gènova i 5 prop de Roma; després, es va dirigir a Gerba de la qual es va assegurar el control. Es va aliar als principals corsaris del seu temps, com Sinan Reis (Ebreo) i Aydin Reis (Cacciadiavolo) i va operar a la Mediterrània occidental amb una flota de 41 vaixells.
El 1525, va decidir avançar des de Djidjelli o Gíger cap a Alger, ara cridat per la població afectada per la pèrdua dels ingressos de la pirateria. Ibn al-Kadi, el senyor local, li va sortir a l'encontre amb 20.000 homes, i fou derrotat al Wadi Bugdura, i per segon cop al coll dels Banu Abbas, on fou capturat i executat. Llavors, va ocupar Cherchell, on estava Kara Hasan amb 500 homes; va forçar Abd Allah a reprendre el tribut augmentat a 20.000 peces d'or l'any; la població de Tenes i Constantina es va revoltar al seu favor i va entrar a aquestes ciutats, i va forçar Husayn, germà i successor d'Ibn al-Kadi a la Gran Kabília a pagar tribut.
L'ofensiva del 1527 la va dirigir contra el litoral del Principat de Catalunya: va atacar les costes del Rosselló i l'Empordà, i després la zona de Badalona.
Els espanyols dominaven el penyal d'Alger, enfront de la ciutat i, el maig de 1529, Khair ed-Din els va atacar; va destruir la fortalesa amb l'artilleria, en deixà només dues torres i va quedar ocupada el 27 de maig i els espanyols que no van morir foren reduïts a l'esclavatge. Molts cristians van haver de participar en la construcció d'una barrera o moll, que va ser l'inici del nou port de guerra, entre l'illa i la ciutat (200 metres de llarga i 4 metres d'altura). Nou vaixells de socors foren capturats pocs dies després.
El mateix any, a l'estiu, va enviar Aydin Reis al País Valencià (a Oliva) en ajut dels moriscs revoltats; va evacuar-ne tots els que va poder i va derrotar, prop de Formentera, una esquadra espanyola dirigida per Rodrigo Portuondo; capturà 7 vaixells i es va presentar davant de Salou.
El maig del 1531, es va assabentar que Andreu Doria anava cap a Cherchell amb 40 vaixells. L'atac fou rebutjat i Doria es va refugiar a Cadis i deixà uns 1.400 morts i 650 captius. Khair ed-Din va assolar la costa de Ligúria i les costes espanyoles i en feu un abundant botí. El 1532, es va enfrontar a la flota de Tremissèn que tenia el suport d'una flota espanyola d'Oran amb 14 vaixells; el soldà va ser forçat a augmentar el tribut a 30.000 peces d'or; un altre cop, va saquejar les costes espanyoles i va capturar diversos vaixells.
El 1533, va ser cridat a Istanbul i va deixar el govern interí a Hasan Agha (Sardo), i anà a la capital amb disset dels principals caps navals (rais) d'Alger i 44 vaixells; enfront de Messina, va cremar una flota de divuit naus enemigues i va enviar 25 naus a perseguir Doria, que de Coron anava cap a la mar Adriàtica. Va arribar a Istanbul vers la fi de l'any 1533. Allí va ser nomenat almirall (kapudan paixà), i també se li va encarregar el govern d'Alger amb el títol de Djazair beglerbegi.
El 1534, fou enviat a conquerir Tunísia. Pel camí, va saquejar Reggio, San Lucido, Cetraro i el golf de Nàpols i les illes, Sperlonga, Fondi, Terracina. Un cop a Tunísia, va anar ocupant les places clau: es va apoderar de Bizerta; el 16 d'agost entrava a la Goleta; i finalment va entrar a Tunis el 18 d'agost i la va saquejar. L'emir Hasan va fugir i fou derrotat poc després en una batalla prop de Kairuan. Grups àrabs es van revoltar a favor de Rashid, candidat prootomà al tron (que estava a Istanbul), però va apaivagar la rebel·lió i poc després Rashid va morir.
L'abril de 1535, va preparar amb els francesos una expedició per saquejar Còrsega i conquerir Sardenya i Sicília, que estaven en mans de la corona hispànica. Carles V va decidir actuar, va equipar una gran flota amb la qual va reconquerir la Goleta el 14 de juny i el 20 de juny va atacar Tunis amb el suport de les tribus àrabs i de 4.000 presoners cristians que van fugir de les presons. Khair ed-Din va fugir a Bona i d'allí va retornar a Alger. Com a resposta, va liderar una expedició contra les Illes Balears amb 32 vaixells: a Menorca va saquejar Maó, i després tot el litoral de Mallorca va patir pillatges. En aquesta campanya, va capturar i esclavitzar entre 600 i 800 persones. Malgrat tot, la flota de Carles V li va prendre el port i la ciutat de Tunis. Per aquest motiu, va haver de retornar a Istanbul, on va arribar el 15 d'octubre. Després va anar a Calàbria, on va devastar La Castella.
El 1536 i fins al 1537, ho va dedicar a preparar la flota promesa a Francesc I de França per ajudar-lo en la seva expedició a Itàlia. Durant aquest temps, va estar a Valona i la flota (280 naus) es va concentrar a la costa albanesa; va enviar el seu lloctinent Lutfi Pasha a la Pulla, i ell mateix amb 60 galeres va atacar 20 naus carregades de provisions que venien d'Egipte. Va participar en el setge de Corfú i va ocupar les illes de Nio, Khea i Naxos.
El 1538, va ocupar les illes d'Escíatos, Skiros, Tinos, Andros, Karpatos, Kandeleusa i altres illes menors venecianes de la mar Egea; Creta fou saquejada una setmana i s'hi van fer 15.000 presoners. En la batalla de Préveza, es va enfrontar a una gran flota cristiana, que s'havia reunit per a una coalició entre el Papa, Venècia i l'emperador, i que era comandada per l'almirall Andreu Doria. La batalla va tenir lloc el 27 de setembre i s'enfrontaren 120 naus otomanes contra 139 galeres i 70 vaixells cristians, però l'almirall imperial se'n va retirar després d'uns combats preliminars (Doria i Barba-rossa mantenien contactes secrets). Khair ed-Din va perseguir Doria fins a Santa Maura. El 1539, Barba-rossa va conquerir Castelnuovo (ocupada l'any anterior per la coalició cristiana), i el 1540 l'expedició que envià comandada per Piali Hamet i Caramaní a saquejar Gibraltar és derrotada al seu retorn en la batalla de l'illa d'Alboran.
Encara aparegué una altra vegada el 1543-1544 quan la flota otomana va ajudar la francesa a la Mediterrània occidental per atacar Carles V. Va devastar les costes italianes i es va aturar a Reggio de Calàbria. A Marsella, es va unir al duc d'Enghien, comandant de la flota francesa i junts van saquejar Villefranche i van assetjar Niça sense èxit i, quan va arribar la flota de Doria i l'exèrcit de terra manat per Alfonso de Ávalos, Khair ed-Din es va retirar a Toló per passar l'hivern. La ciutat fou evacuada pels seus habitants. Una flota fou enviada a saquejar el golf de Lleó i la costa catalana. La pau de Crepy va posar fi a la guerra entre Francesc I de França i l'emperador Carles, i Khair ed-Din va retornar a Constantinoble, i pel camí va saquejar Toscana i el Regne de Nàpols.
Els dos darrers anys de la seva vida els va dedicar a obres pietoses. Va morir a Istanbul el 4 de juliol del 1546.

## Família
Es va casar com a mínim dues vegades. La primera fou amb una dona algeriana amb la qual va tenir el seu hereu, Hassan, qui seria diverses vegades beglerbegi d'Alger. El 1543, quan ja tenia 76 o 77 anys (depenent de la data disputada de naixement), es va casar un altre cop amb la filla del governador de Reggio, Flàvia o Maria Gaetani, que tenia 18 anys. Se sap que també hi va tenir una filla.